# DJane Housekat
DJane Housekat, geboren als Kathrin Kohlhepp (1987), is een Duits muzikante en deejay, ook bekend als DJane Candy. Ze werd in 2012 bekend met de housesingle My Party.

## Biografie
Volgens haar platenmaatschappij Sony Music komt de artieste uit een familie van muzikanten en werd ze door een voormalige vriend aangenomen. Geproduceerd door Axel Konrad, bracht ze begin 2012 het nummer My Party uit, een coverversie van de klassieker Let’s All Chant van de Michael Zager Band uit 1978, waarin ze werd ondersteund door de Britse rapper Chima Rameez Okpalaugo. Als DJane Candy was ze werkzaam als regulier deejay in de cultclub Rafael in München.
Na haar optreden als resident deejay in verschillende clubs, bracht ze haar eerste single My Party uit. Het nummer kwam voor het eerst in de clubs in januari 2012, werd op 3 februari 2012 aangeboden als een enkel nummer op iTunes en werd op 19 maart 2012 uitgebracht als een iTunes-single. Aanvankelijk kreeg het nummer weinig aandacht in de Duitse hitlijsten en ook in de dance hitlijsten. Pas toen de particuliere televisieomroep ProSieben My Party koos als reclamelied voor zijn Comedy Dienstag, kreeg het nummer veel publieke aandacht. Op 13 april 2012 bereikte het nummer de toppositie in de Duitse en Oostenrijkse hitlijsten op iTunes. Een officiële maxi-cd-publicatie was vervolgens gepland voor 20 april 2012 door Sony Music. Op 27 april 2012 klom My Party naar #4 in de hitlijsten in Oostenrijk en de daaropvolgende week naar #3. In Denemarken bereikte het nummer #37 op 4 mei en #4 in Duitsland op 7 mei 2012. In Zwitserland steeg het nummer voor het eerst naar plaats 17 op 6 mei 2012, verbeterde zich vervolgens op #16 en bereikte daarna positie 14 als de hoogste positie. Met meer dan 150.000 verkochte exemplaren kreeg My Party een gouden plaat van Sony Music.
Het nummer All the Time verscheen op 18 januari 2013. De video ging op 10 januari 2013 in première op tal van portalen. Het nummer werd geschreven en geproduceerd door Axel Konrad en Verena Rehm. Daarnaast namen ook de zanger Nelson Ortiz en opnieuw Rameez deel, die al een bijdrage leverde aan het rapgedeelte van My Party. Het nummer klom van #49 naar #19 in de Duitse deejay-afspeellijst en bereikte #55 in de Duitse verkoophitlijsten. De maxisingle werd uitgebracht op 25 januari 2013 door Sony Music/Columbia Records. Op 13 april 2013 zongen de twee DSDS-kandidaten Susan Albers & Tim David All the Time in de show, waarna de single een week later 44e kon worden in de Duitse verkoophitlijsten.
In oktober 2013 kondigde DJane Housekat aan dat de derde single in hetzelfde jaar zou worden uitgebracht. Het nummer is uitgebracht onder de titel Don't U Feel Alright. Na sterk afgeweken te zijn van haar oorspronkelijke dancestijl met verschillende remixes, vooral haar bewerking voor het nummer Everybody Want's To Party van Marc Korn en de Clubraiders, werd vermoed dat dit nummer ook met andere geluiden zal verschijnen, maar deze single houdt ook de invloeden van dancepop en house. Er werd ook aangekondigd dat het nummer een coverversie van Liquidos Narcotic is.
In juli 2014 ontving DJane Housekat de Radio Galaxy Award voor de jaarlijkse radiodagen in Neurenberg. Tijdens het evenement trad ze ook op met zangeres Verena Rehm en rapper Rameez. In een interview met de omroep kondigde ze aan dat de publicatie van een nieuwe single gepland staat voor september 2014. Al op 1 juli 2014 verscheen dit exclusief in de Verenigde Staten. Het is een verder nummer met rapper Rameez en is getiteld Girls in Luv. De vrouwelijke delen werden overgenomen door Verena Rehm, het tweede deel door Groove Coverage. Het nummer is een cover van het gelijknamige nummer van de Duitse zanger Andreas Dorau. Op 30 oktober 2014 verscheen de single ook in Europa.
Op 10 april 2015 bracht ze de single Careless uit met zanger Piñero. Het nummer kon met name de aandacht vestigen op de officiële videoclip en klom naar #11 in de Duitse deejay-hitlijsten en plaatste zich ook op #18 in de Duitse dance-top 50 en #17 in de Duitse house-hitlijsten. Het nummer kwam echter niet in de Duitse hitlijsten en kon daarom niet langer voortbouwen op eerdere successen.
Op 19 juni 2015 bracht DJane Housekat hun volgende single 38 Degrees uit met de Britse rapper Rameez. De zang in het nummer werd net als bij Careless overgenomen door de Duitse zanger Piñero. De single is uitgebracht als MP3-download bij Sony Music en bevat naast de radio- en clubversie ook een remix van de Groove Coverage-Remix. Op dezelfde dag werd de compilatie Club Sounds Summer 2015 ook uitgebracht door Sony Music op cd en download, waarop het nummer te vinden is als Degrees op de tweede cd als Club Mix.
Op 29 januari 2016 bracht DJane Housekat samen met de Britse rapper Rameez hun nieuwe single Ass uit, het nummer is een cover van de Duitse dance-act Baracuda. Het nummer plaatste zich als #22 in de Duitse dance-hitlijsten een week na het uitbrengen, waardoor het de hoogste nieuwkomer van de week was.
Op 23 maart 2018, na een lange pauze, bracht DJane Housekat het nummer Listen samen met Lotus uit, wiens refrein komt uit het nummer Listen to Your Heart van de Zweedse band Roxette uit 1988. Het nummer klom naar #39 op de officiële deejay-hitlijsten.

## Discografie

### Singles
- 2012:	My Party (feat. Rameez)
- 2013:	All the Time (feat. Rameez)
- 2013: Don't U Feel Alright
- 2014:	Girls in Luv (feat. Rameez)
- 2015:	Careless (feat. Piñero)
- 2015: 38 Degress (feat. Rameez)
- 2016:	Ass Up! (feat. Rameez)
- 2018:	Listen (feat. Lotus)

### Remixes
- 2012: Think About the Way (Groove Coverage feat. Rameez)
- 2012: Riot on the Dancefloor (Groove Coverage)
- 2013: La La La (Rameez)

- Gemeinsame Normdatei: 1305308980
- International Standard Name Identifier: 0000 0004 6166 6738
- MusicBrainz: 80c0f01f-36e5-4fa5-9d98-5d842d3e9e25
- Nationale Bibliotheek van Tsjechië: xx0157022
- Virtual International Authority File: 261960164